# Chop Suey!
Chop Suey! is het zesde nummer en de eerste single van het album Toxicity van de Amerikaanse metal/hardrockband System of a Down. 

## Achtergrond
De single kwam uit in augustus 2001. Het is het enige nummer met een Nederlandse hitnotering van de band; het nummer stond vanaf 24 november 2001 vijf weken lang in de Nederlandse Top 40 met 22 als hoogste positie. De single kwam uit in september 2001 en leverde de band zijn eerste Grammy-nominatie op. De werktitel van het lied was Suicide; de band zegt dat het veranderen van de naam niet kwam door druk van hun platenmaatschappij. De woorden "We're rolling 'Suicide'" kunnen nog steeds worden gehoord in de openingsseconden van de albumversie van het nummer, tenminste deze intro staat alleen op sommige drukken van het album. 
Opmerkelijk is dat er enkele zogenaamde Kruiswoorden geciteerd worden: Why have you forsaken me en Father into your hands I commend my spirit. Why have you forsaken me is een vertaling van de woorden die Jezus aan het kruis sprak volgens de evangeliën van Matteüs en Marcus, namelijk Eloï, Eloï, lama sabachtani (resp. 27:46 en 15:34). Father into your hands I commend my spirit zijn de woorden die Jezus aan het kruis sprak volgens het evangelie van Lucas (23:46).
Van het nummer bestaan bespeelbare varianten in de muziekspellen Rock Band 2 en Rock Band Unplugged.

## NPO Radio 2 Top 2000
| Nummer met noteringen in de NPO Radio 2 Top 2000 | '14  | '15 | '16 | '17 | '18 | '19 | '20 | '21 | '22 | '23 | '24 |
| ------------------------------------------------ | ---- | --- | --- | --- | --- | --- | --- | --- | --- | --- | --- |
| Chop Suey!                                       | 1582 | 922 | 237 | 174 | 200 | 214 | 222 | 225 | 195 | 170 | 153 |

1. ↑  Een vetgedrukt getal geeft de hoogste notering aan.
2. ↑  2014 was het eerste jaar met een notering voor dit nummer.